# Флотский спуск
Флотский спуск (бывший Воздвиженский съезд) — улица в центральной части города Ярославля. Лежит между улицей Терешковой и Волжской набережной. Нумерация домов ведётся от набережной. Улица состоит из двух параллельных дорог, соединяющих улицу Терешковой с верхним и с нижним ярусами Волжской набережной.

## История

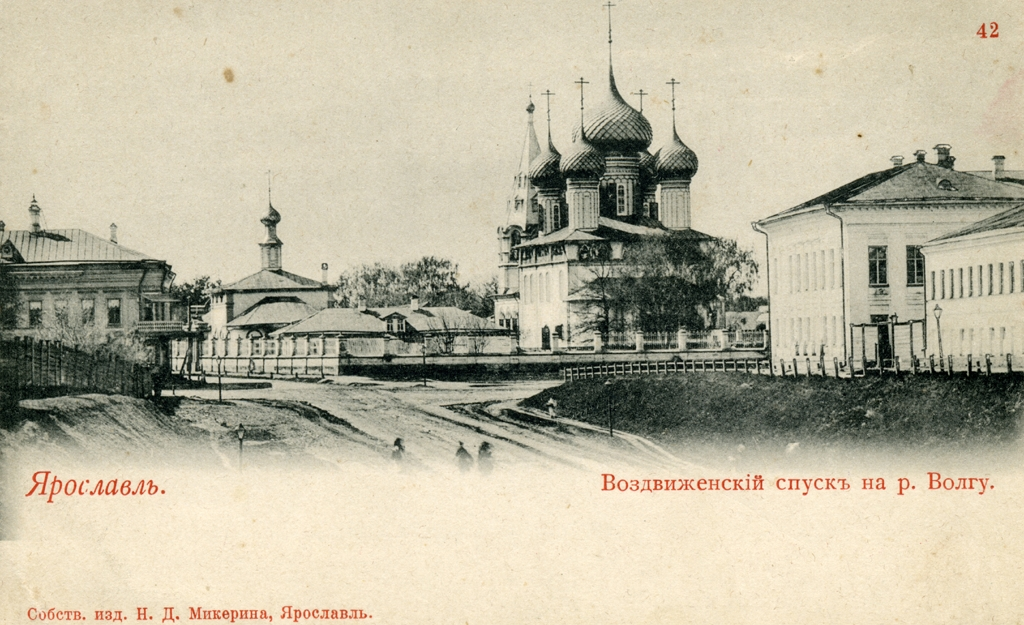
Воздвиженская церковь и начало Воздвиженского спуска в конце XIX века

Улица проходит по Воздвиженскому оврагу — одному из спусков к Волге с высокого берега, на котором расположен исторический центр Ярославля. Ловецкие слободы рядом с оврагом появились ещё в первые столетия истории города. Первое из сохранившихся известий о Воздвиженской церкви, построенной у начала оврага и давшей название съезду, содержится в записях 1556 года; к тому времени окружающая местность была уже плотно заселена.
Верхняя часть улицы была проложена при перестройке города по регулярному плану 1778 года. В 1820-е годы в ходе благоустройства Волжской набережной по инициативе губернатора Александра Безобразова Воздвиженский овраг выпрямили, съезд сделали отлогим и перекинули через него каменный мост. В результате Воздвиженский съезд приобрёл современные очертания.
В 1924 году Воздвиженский съезд переименован советскими властями в Флотский спуск.

## Здания и сооружения
- № 5 — Бывший дом жилой Дунаева. Построен в 1914 году[4].
- № 6 — Бывшая фабрика шёлковая и бумажная Желудковых-Лопатиных. Построена в 1810-е годы[4].
- Воздвиженский мост — построен в 1820-е, перестроен в 1910 году.

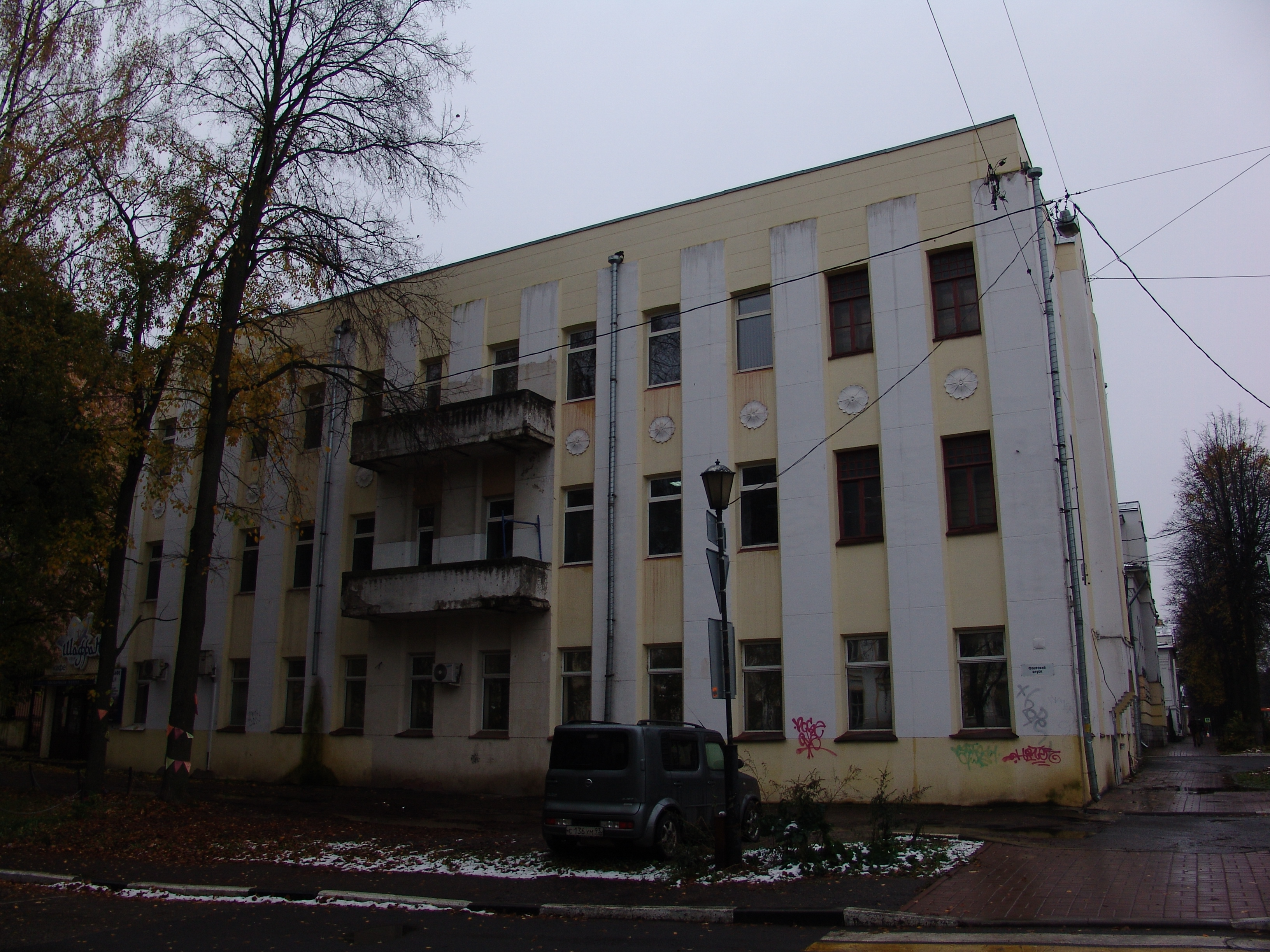
Бывший дом Дунаева
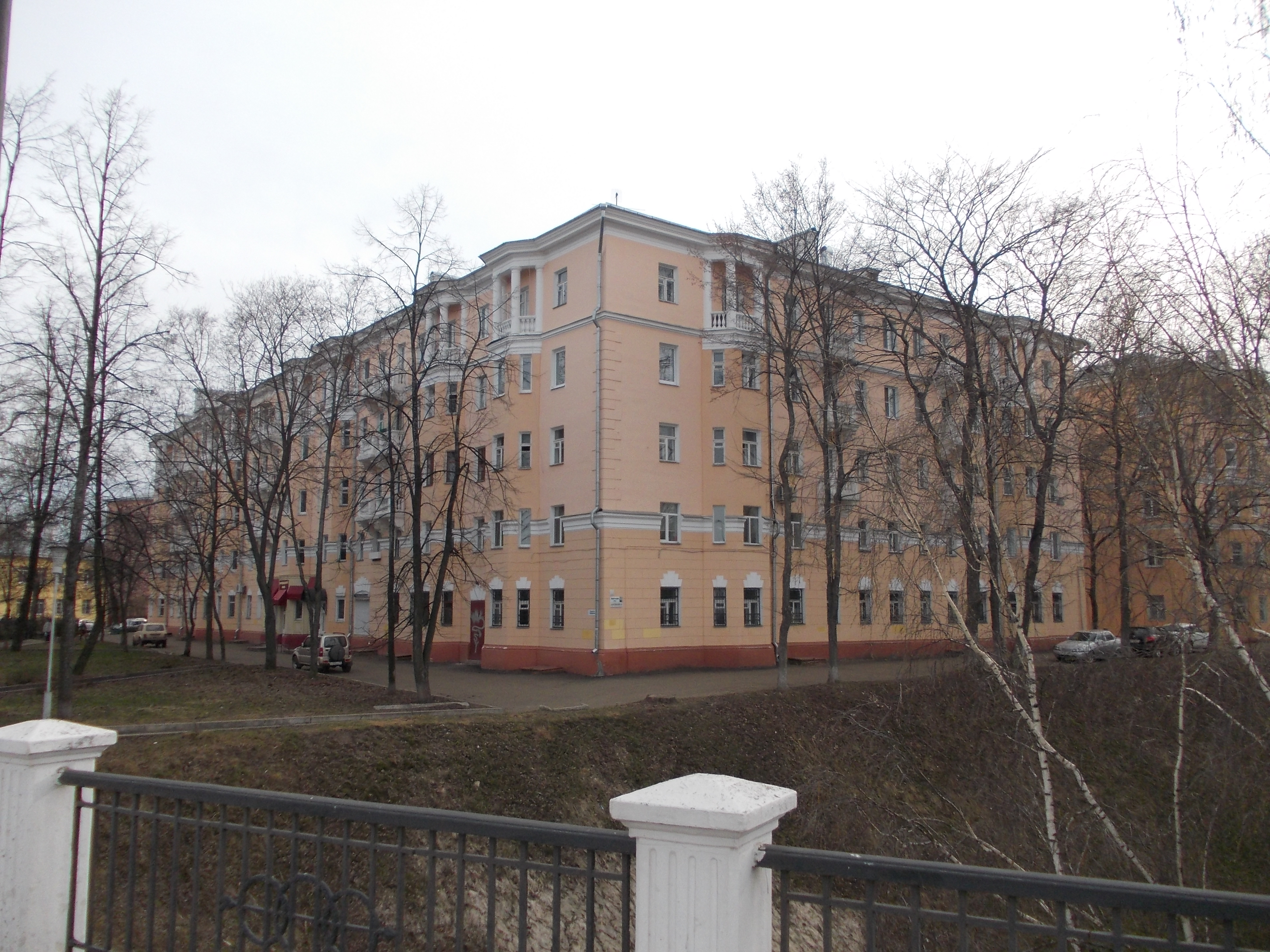
Жилой дом 1950-х годов на углу спуска и набережной